# Былина

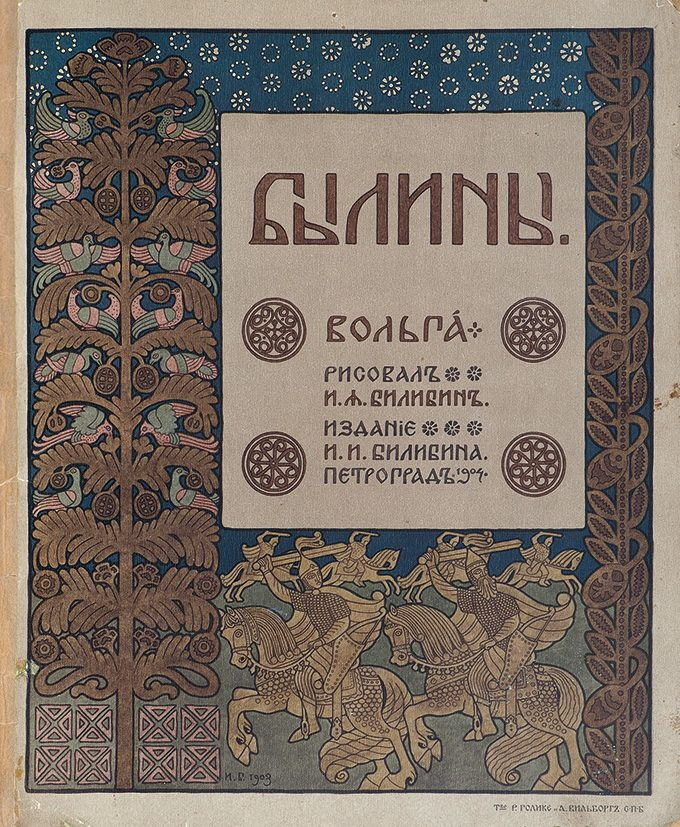
Былины: Вольга — издание с рисунками И. Я. Билибина, 1904 год

Были́на (народное название ста́рина) — древнерусская, позже русская народная эпическая песня о героических событиях или примечательных эпизодах национальной истории XI—XVI веков.
Былины, как правило, написаны тоническим стихом с двумя-четырьмя ударениями. Впервые термин «былины» был введён Иваном Сахаровым в сборнике «Песни русского народа» в 1839 году. Иван Сахаров предложил его, исходя из выражения «по былинам» в «Слове о полку Игореве», что значило «согласно фактам». Певец, рассказчик былин — сказитель.

## Историзм

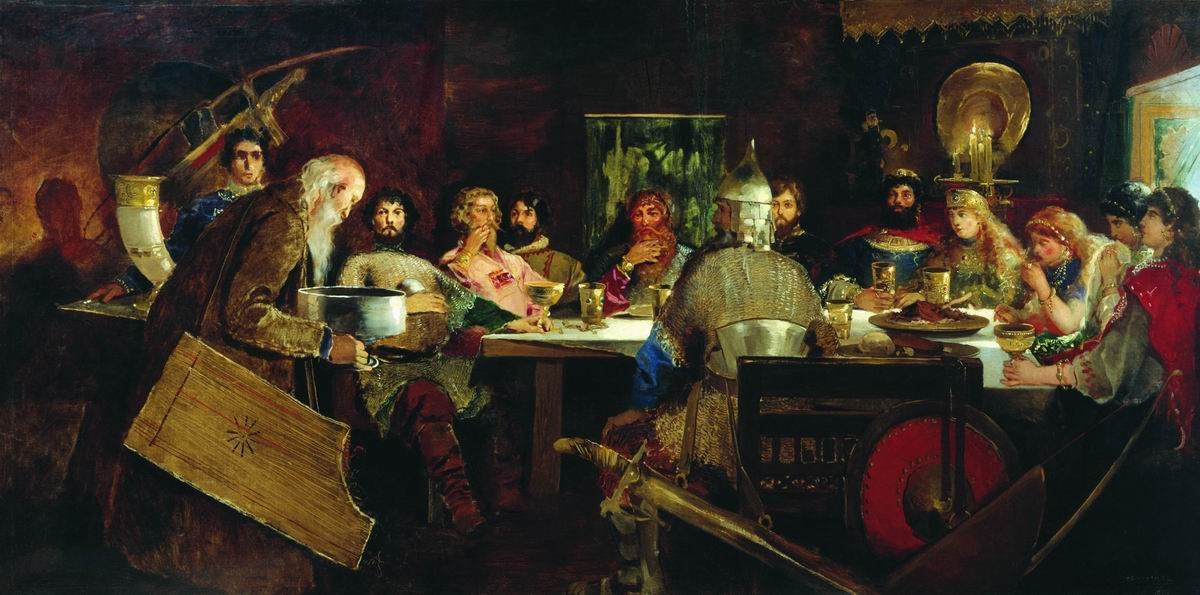
А. П. Рябушкин «Пир богатырей у ласкового княза Владимира» (1888). Государственный музей-заповедник «Ростовский Кремль»

В центре множества русских былин стоит фигура киевского князя Владимира, которого иногда отождествляют с Владимиром Святославичем и образ средневекового Киева. Сам Илья Муромец упоминается в XIII веке в норвежской «Саге о Тидреке Бернском» и немецкой поэме «Ортнит» как Илиас. В 1594 году немецкий путешественник Эрих Лассота писал, что видел гробницу Ильи Моровлина в Софийском соборе в Киеве. Алёша Попович служил у ростовских князей, потом перебрался в Киев и погиб в битве на реке Калке. В Новгородской первой летописи рассказывается о том, как Ставр Годинович навлёк на себя гнев Владимира Мономаха, и его утопили за то, что он обокрал двух граждан Новгорода; в другом варианте той же летописи говорится, что его сослали. Дунай Иванович часто упоминается в летописях XIII века в качестве одного из слуг князя Владимира Васильковича, а Сухмана Долмантьевича (Одихмантьевича) отождествляли с псковским князем Домантом (Довмонтом). В вариантах былины «Богатырское слово» («Сказание о хождении киевских богатырей в Царьград»), опубликованных в 1860 году Ф. И. Буслаевым и в 1881 году Е. В. Барсовым, действие былины происходит не в Киеве, а в Царьграде, при правлении царя Константина, который натравливает татар Идола Скоропеевича и Тугарина Змеевича напасть на Владимира Всеславича в Киеве.

## Происхождение былин

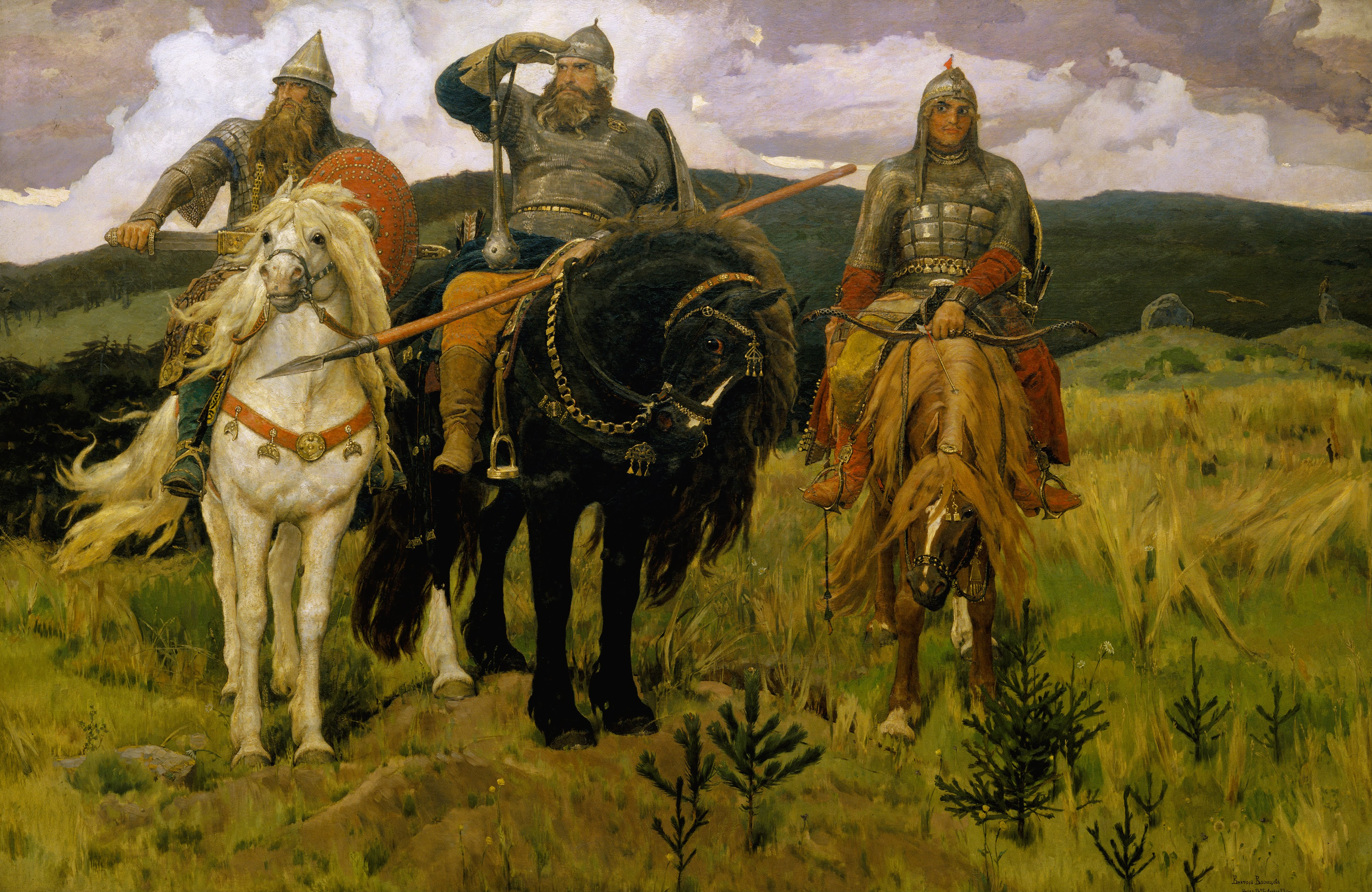
«Богатыри» — Добрыня Никитич, Илья Муромец и Алёша Попович (Картина В. М. Васнецова, 1881—1898)

Для объяснения происхождения и состава былин существует несколько теорий:
1. Теория мифологическая видит в былинах рассказы о стихийных явлениях, а в богатырях — олицетворение этих явлений и отождествление их с богами древних славян (Орест Фёдорович Миллер, Афанасьев Александр Николаевич).
2. Теория историческая объясняет былины как след исторических событий, спутанных порой в народной памяти (Леонид Майков, Квашнин-Самарин).
3. Теория заимствований указывает на литературное происхождение былин (Теодор Бенфей, Владимир Стасов, Веселовский, Игнатий Ягич), причём одни склонны видеть заимствования через влияние Востока (Стасов, Всеволод Миллер), другие — Запада (Веселовский, Созонович).

В итоге односторонние теории уступили место смешанной, допускающей в былинах присутствие элементов народного быта, истории, литературы, заимствований восточных и западных. Первоначально предполагали, что былины, которые группируются по месту действия на циклы — киевские и новгородские, главным образом, — южнорусского происхождения и только позже перенесены на север; позже высказано мнение о том, что былины — явление местное (Халанский). В течение веков былины претерпевали различные изменения, причём постоянно подвергались книжному влиянию и многое заимствовали из средневековой русской литературы, а также устных сказаний Запада и Востока. Приверженцы мифологической теории делили богатырей русского эпоса на старших и младших, пока Халанским не было предложено деление на эпохи: дотатарскую, времён татарщины и послетатарскую.
Широко распространенное употребление в песнях и былинах термина Дунай вполне объясняется выявляемым современной археологией широким расселением в Восточной Европе в VIII—X веках разрозненных групп дунайских славян (см. Великая Моравия), принёсших в восточнославянскую среду яркий образ и культ Дуная, представления о Дунае как земле изобилия, земле предков, пограничной реке.

## Чтение былин

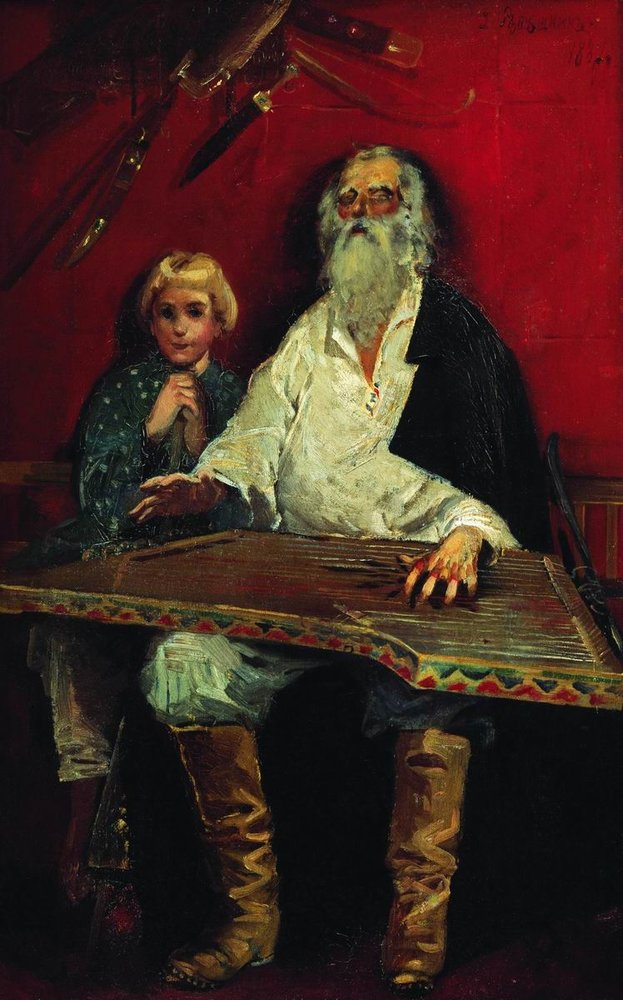
А. П. Рябушкин «Слепой гусляр, поющий старинку» (1887). Государственная Третьяковская галерея

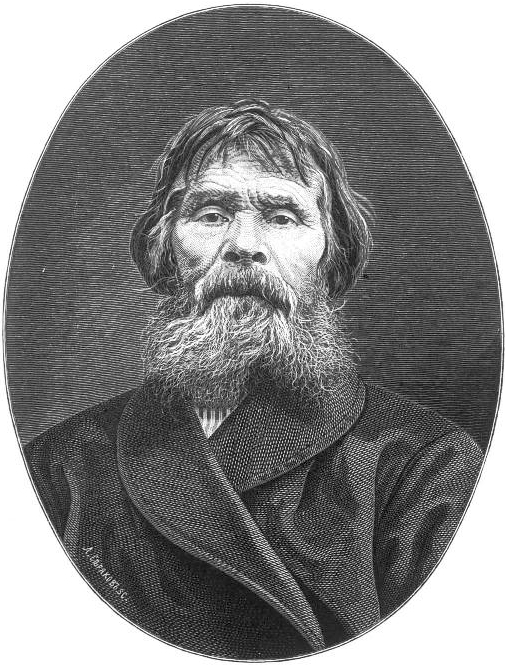
Т. Г. Рябинин (1801—1885) — один из выдающихся сказителей русских былин, родоначальник династии былинных сказителей Рябининых

Былины написаны тоническим стихом, в котором может быть разное количество слогов, но приблизительно одинаковое количество ударений. Некоторые ударные слоги произносятся со снятым ударением. При этом не обязательно, чтобы во всех стихах одной былины сохранялось равное количество ударений: в одной группе их может быть по четыре, в другой — по три, в третьей — по два. В былинном стихе первое ударение, как правило, попадает на третий слог от начала, а последнее — на третий слог от конца.
Как скака́л-то Илья́ да со добра́ коня,

Припада́л-то он ко ма́тушке сыро́й земле:

Как стучи́т ведь ма́тушка сыра́ земля

Да под то́й же как сторо́нушкой восто́чной.
Былины составляют одно из самых замечательных явлений русской народной словесности — по эпическому спокойствию, богатству подробностей, живости колорита, отчётливости характеров изображаемых лиц, разнообразию мифических, исторических и бытовых элементов они не уступают немецкому богатырскому эпосу и эпическим народным произведениям других народов.
Былины являются эпическими песнями о русских богатырях: именно здесь мы находим воспроизведение общих, типических их свойств и историю их жизни, их подвиги и стремления, чувства и мысли. Каждая из этих песен говорит, главным образом, об одном эпизоде жизни одного богатыря. Таким образом получается ряд песен отрывочного характера, группирующихся вокруг главных представителей русского богатырства. Число песен увеличивается ещё вследствие того, что имеется по нескольку вариантов, более или менее различных, одной и той же былины. Все былины, кроме единства описываемого предмета, характеризуются также единством изложения: они проникнуты элементами чудесного, чувством свободы и, (по замечанию Ореста Миллера), духом общины. Миллер не сомневается в том, что независимый дух былинного русского эпоса является отражением старой вечевой свободы, сохранённой вольными казаками и свободными олонецкими крестьянами, не бывшими под властью крепостного права. По взгляду этого же учёного, дух общины, воплощённый в былинах, является внутренней связью, соединяющей русский эпос и историю русского народа.

### Стилистика
Кроме внутреннего, замечается ещё и внешнее единство былин, в стихе, слоге и языке: стих былины состоит или из хореев с дактилическим окончанием, или из смешанных размеров — сочетаний хорея с дактилем, или, наконец, из анапестов. Рифм нет совсем и всё основано на созвучиях и музыкальности стиха. Тем, что былины сложены стихами, они отличаются от «побывальщин», в которых уже давно стих разложился в прозаический рассказ. Слог в былинах отличается богатством поэтических оборотов: он изобилует эпитетами, параллелизмами, сравнениями, примерами и другими поэтическими фигурами, не теряя вместе с тем своей ясности и естественности изложения. Былины сохраняют довольно большое количество архаизмов, особенно в типических частях. Гильфердинг каждую былину делил на две части: одну — изменяющуюся сообразно воле «сказателя»; другую — типическую, которую рассказчик должен передавать всегда с возможной точностью, не изменяя ни одного слова. Типическая часть заключает все существенное, что говорится про богатыря; остальное представляется только фоном для главного рисунка. По замечанию А. Я. Гуревича, характер былинной вселенной таков, что с богатырём может произойти всё, что угодно, а его собственные действия могут быть немотивированными.

#### Формулы
Былины сложены на основе формул, построенных либо с применением устойчивого эпитета, либо как нарративные клише из нескольких строк. Последние используются почти в любой ситуации. Примеры некоторых формул:
Он скорешенько скочил как на резвы ножки,

Кунью шубоньку накинул на одно плечо,

Шапочку соболью на одно ушко.

Стрелял-то он гусей, лебедей,

Стрелял малых перелетных серых утушек.

Стал он силушку конём топтать,

Стал конём топтать, копьём колоть,

Стал он бить ту силушку великую.

А он силу бьёт — будто траву косит.

— Ай же ты, волчья сыть, травяной мешок!

Ты идти не хошь аль нести не мошь?

Приезжает он на широкий двор,

Ставит коня да серед двора

Да идет в палаты белокаменны.

Ещё день за день ведь, как и дождь дождит,

А неделя за неделей, как трава растёт,

А год за годом, как река бежит.

Все за столом призамолкнули:

Меньший хоронится за большего.

Больший хоронится за меньшаго,

А от меньшаго мал ответ живёт.

### Количество былин
Чтобы дать понятие о количестве былин, отметим их статистику, приведённую в «Истории Русской Словесности» Галахова. Одних былин киевского цикла собрано: в Московской губернии — 3, в Нижегородской — 6, в Саратовской — 10, в Симбирской — 22, в Сибири — 29, в Архангельской — 34, в Олонецкой — до 300. Всех вместе около 400, не считая былин новгородского цикла и позднейших (московских и других). Все известные былины принято делить по месту происхождения: на киевские, новгородские и общерусские (более поздние).
Хронологически на первом месте, по Оресту Миллеру, стоят былины, рассказывающие о богатырях сватах. Потом идут те, которые называют киевскими и новгородскими: по-видимому, они возникли до XIV века. Затем идут былины вполне исторические, относящиеся к московскому периоду Русского государства. И, наконец, былины, относящиеся к событиям более поздних времён.
Последние два разряда былин не представляют особенного интереса и не требуют обширных объяснений. Поэтому ими до сих[уточнить] пор вообще мало занимались. Но огромное значение имеют былины так называемого новгородского и, в особенности, киевского цикла. Хотя нельзя смотреть на эти былины как на рассказы о событиях, действительно имевших когда-то место в таком виде, в каком они представлены в песнях: этому противоречит элемент чудесного. Если же былины не представляют собой достоверную историю лиц, действительно живших когда-то на Русской земле, то их содержание надо непременно объяснять иначе.

## Изучение былин
Учёные исследователи народного эпоса прибегали к двум методам: историческому и сравнительному. Оба метода в большинстве исследований сводятся к одному сравнительному, и едва ли правильно ссылаться здесь на метод исторический, который состоит в том, что для известного (например языкового) явления путём архивных поисков или теоретического выделения позднейших элементов отыскиваются более древняя форма, и таким образом открывается первоначальная — простейшая форма. За неимением наиболее древних источников возможность сопоставления вариантов былин ограничена; с другой стороны, литературная критика отметила в самых общих чертах только характер изменений, каким подверглись с течением времени былины, не касаясь совсем отдельных частностей. Так называемый исторический метод в изучении былин состоял в сравнении сюжетов былинных с летописными; а так как сравнительным методом назывался тот, при котором сравнивались сюжеты былин с сюжетами других народных (в основном мифических) или же чужестранных произведений, то выходит, что здесь разница ничуть не в самом методе, а просто в материале сравнений. Итак, в сущности, только на сравнительном методе и основаны четыре главные теории происхождения былин: исторически-бытовая, мифологическая, теория заимствований и, наконец, смешанная теория, пользующаяся теперь самым большим кредитом.

### Былинные сюжеты
Сюжеты бывают разной степени сложности и схожести. Часто модные сюжеты почти в одно время обрабатываются на всех концах земного шара. Если теперь в двух или нескольких литературных произведениях присутствует общий сюжет, то этому возможны три объяснения: либо в этих нескольких местностях сюжеты выработались самостоятельно, независимо друг от друга и составляют таким образом отражение действительной жизни или явлений природы; либо сюжеты эти народами унаследованы от общих предков; либо один народ заимствовал сюжет у другого. Уже а priori можно сказать, что случаи самостоятельного совпадения сюжетов редки, и чем сюжет сложнее, тем он самостоятельнее.
Орест Фёдорович Миллер в своём «Опыте» утверждал, что сравнительный метод служит для того, чтобы в сопоставляемых произведениях, принадлежащих различным народам, тем резче, тем определённее выказались различия; с другой же стороны, Стасов[какой?] прямо высказал мнение, что былины заимствованы с Востока. В конце концов, однако, учёные[какие?] пришли к убеждению, что былины составляют весьма сложное явление, в котором перемешаны разнородные элементы: исторически-бытовые, мифические и заимствованные.
Александр Николаевич Веселовский в CCXXIII номере «Журнала Министерства Народного Просвещения» пишет:

Для того, чтобы поднять вопрос о перенесении повествовательных сюжетов, необходимо запастись достаточными критериями. Необходимо принять в расчёт фактическую возможность влияния и его внешние следы в собственных именах и в остатках чуждого быта и в совокупности подобных признаков, потому что каждый в отдельности может быть обманчив.
К этому мнению примкнул Халанский. В настоящее время[уточнить] главное стремление учёных исследователей былин направлено к тому, чтобы подвергнуть эти произведения самому тщательному, по возможности, анализу, который окончательно должен указать на то, что именно в былинах составляет неоспоримую собственность русского народа, как символическая картина явления естественного, исторического или бытового, и что занято у других народов.

### Время складывания былин

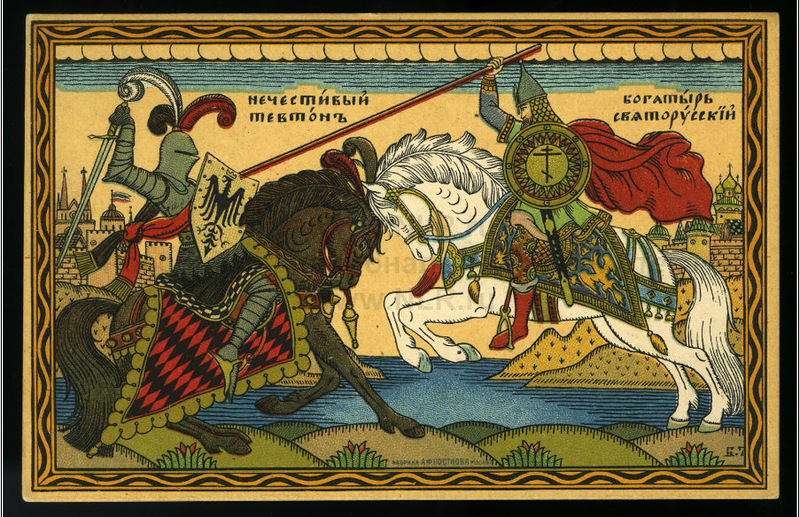
Б. В. Зворыкин — почтовая открытка «Нечестивый тевтон и богатырь святорусский» (1916).

Относительно времени происхождения былин определённее всех выразился Леонид Майков, который писал:

Хотя между сюжетами былин есть и такие, которые можно возвести к эпохе доисторического сродства индоевропейских преданий, тем не менее всё содержание былин, а в том числе и эти древнейшие предания представляется в такой редакции, которая может быть приурочена только к положительно историческому периоду. Содержание былин вырабатывалось в течение X, XI и XII веков, а установилось во вторую половину удельно-вечевого периода в XIII и XIV веках.
К этому можно прибавить слова Халанского

В XIV веке устраиваются пограничные крепости, острожки, устанавливается пограничная стража и в это время сложился образ богатырей, стоящих на заставе, оберегающих границы Святорусской земли.
Наконец, по замечанию Ореста Миллера, большая древность былин доказывается тем обстоятельством, что изображается в них политика ещё оборонительная, а не наступательная.

### Место возникновения былин

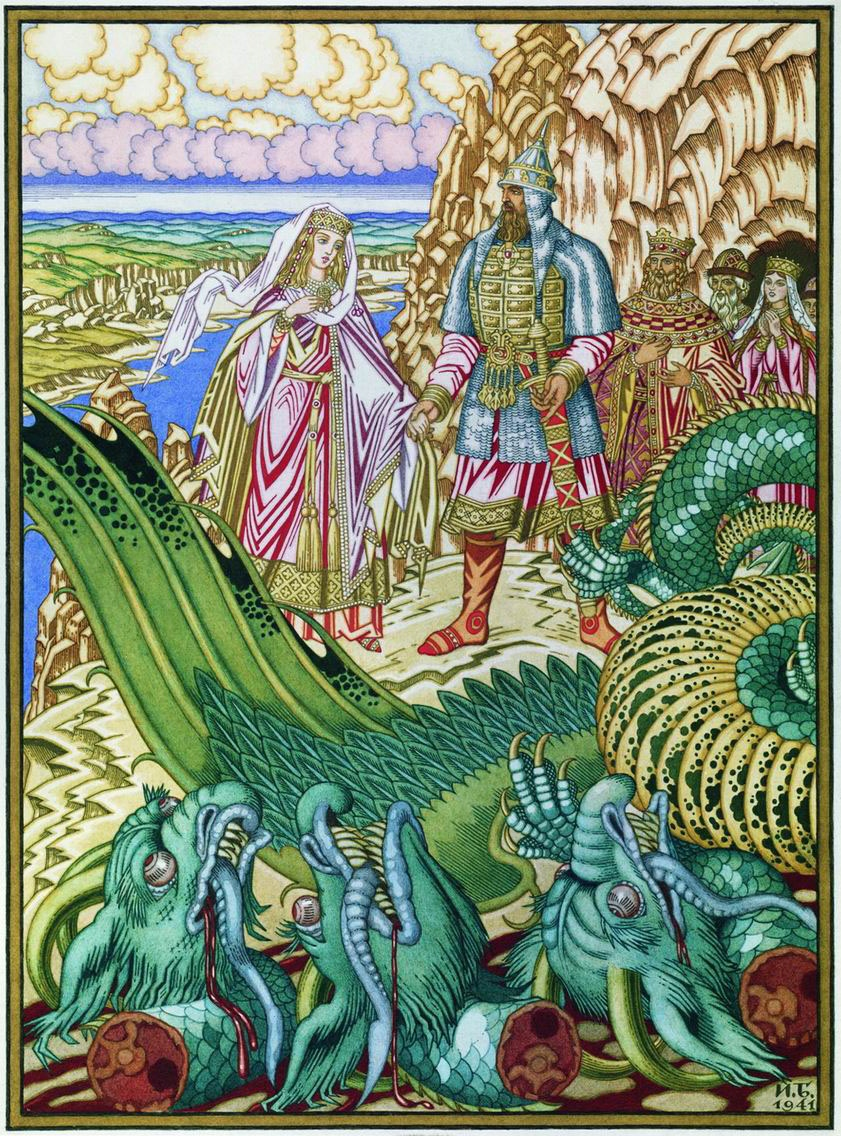
И. Я. Билибин «Добрыня Никитич освобождает от Змея Горыныча Забаву Путятичну» (1941).

Что касается места, где возникли былины, то мнения разделяются: самая распространённая теория предполагает, что былины — южнорусского происхождения, что их первоначальная основа южнорусская. Только со временем, вследствие массового переселения народа из Южной Руси на Русский Север, перенесены туда былины, а затем на первоначальной своей родине они были забыты, вследствие влияния других обстоятельств, вызвавших казацкие думы. По мнению представителя «исторической школы» В. Ф. Миллера, первообразами былин были древнерусские исторические песни, создававшиеся по горячим следам событий в среднем течении Днепра и его восточных притоков. Былины создавали и исполняли профессиональные певцы, составлявшие особую корпорацию, а «былинная техника» передавалась «из поколения в поколение, учителем ученику».
Против этой теории выступил М. Е. Халанский, осуждая вместе с тем и теорию первоначального общерусского эпоса. Он говорит:

Общерусский древний эпос — такая же фикция, как и древний общерусский язык. У каждого племени был свой эпос — новгородский, словенский, киевский, полянский, ростовский (ср. указания Тверской летописи), черниговский (сказания в Никоновской летописи).

С. К. Шамбинаго, как и Халанский, считал, что былины в основном созданы в Московском государстве.
Все знали о Владимире, как о реформаторе всей древнерусской жизни, и все пели о нём, причём происходил обмен поэтическим материалом между отдельными племенами. В XIV и XV веках Москва стала собирательницей русского эпоса, который в это же время всё более и более сосредоточивался в киевский цикл, так как киевские былины произвели на остальные ассимилирующее влияние, вследствие песенной традиции, религиозных отношений и т. п.; таким образом в конце XVI века закончено было объединение былин в киевский круг (хотя, впрочем, не все былины к нему примкнули: к таким принадлежит весь новгородский цикл и некоторые отдельные былины, например о Суровце Суздальце и о Сауле Леванидовиче). Потом из Московского царства распространились былины во все стороны России путём обыкновенной передачи, а не эмиграции на север, которой не было. Таковы в общих чертах взгляды Халанского на этот предмет. Майков говорит, что деятельность дружины, выраженная в подвигах её представителей-богатырей, и есть предмет былин. Как дружина примыкала к князю, так и действия богатырей всегда стоят в связи с одним главным лицом. По мнению этого же автора, былины пели скоморохи и гудошники, приигрывая на звончатых яровчатых гуслях или гудке, слушали же их в основном бояре, дружина.
Насколько изучение былин ещё до сих пор несовершенно и к каким противоречивым результатам оно привело некоторых учёных — можно судить хотя бы только по одному следующему факту: Орест Миллер, враг теории заимствований, старавшийся везде в былинах найти чисто народный русский характер, говорит: «Если отразилось какое-нибудь восточное влияние на русских былинах, так только на тех, которые и всем своим бытовым складом отличаются от склада старославянского; к таким относятся былины о Соловье Будимировиче и Чуриле Пленковиче». А другой русский учёный, Халанский, доказывает, что былина о Соловье Будимировиче стоит в самой тесной связи с великорусскими свадебными песнями. То, что Орест Миллер считал совсем чуждым русскому народу — то есть самосватание девушки, — по Халанскому существует ещё теперь в некоторых местах Южной России.
Приведём здесь, однако, хоть в общих чертах, более или менее достоверные результаты исследований, полученные русскими учёными. Что былины претерпели многие и притом сильные перемены, сомневаться нельзя; но точно указать, каковы именно были эти перемены, в настоящее время крайне трудно. На основании того, что богатырская или героическая природа сама по себе везде отличается одними и те ми же качествами — избытком физических сил и неразлучной с подобным избытком грубостью, Орест Миллер доказывал, что русский эпос на первых порах своего существования должен был отличаться такой же грубостью; но так как, вместе со смягчением народных нравов, такое же смягчение сказывается и в народном эпосе, поэтому, по его мнению, этот смягчительный процесс надо непременно допустить в истории русских былин. По мнению того же учёного, былины и сказки выработались из одной и той же основы. Если существенное свойство былин — историческое приурочение, то чем оно меньше заметно в былине, тем она ближе подходит к сказке. Таким образом выясняется второй процесс в развитии былин: приурочение. Но, по Миллеру, есть и такие былины, в которых ещё вовсе нет исторического приурочения, причём, однако, он не объясняет нам, почему он такие произведения не считает сказками («Опыт»). Затем, по Миллеру, разница между сказкой и былиной заключается в том, что в первой мифический смысл забыт раньше и она приурочена к земле вообще; во второй же мифический смысл подвергся изменениям, но не забвению.
С другой стороны, Майков замечает в былинах стремление сглаживать чудесное. Чудесный элемент в сказках играет другую роль, чем в былинах: там чудесные представления составляют главную завязку сюжета, а в былинах они только дополняют содержание, взятое из действительного быта; их назначение — придать более идеальный характер богатырям. По Вольнеру, содержание былин теперь мифическое, а форма — историческая, в особенности же все типические места: имена, названия местностей и т. д.; эпитеты соответствуют историческому, а не былинному характеру лиц, к которым они относятся. Но первоначально содержание былин было совсем другое, а именно действительно историческое. Это произошло путём перенесения былин с Юга на Север русскими колонистами: постепенно колонисты эти стали забывать древнее содержание; они увлекались новыми рассказами, которые более приходились им по вкусу. Остались неприкосновенными типические места, а все остальное со временем изменилось.
По Ягичу, весь русский народный эпос насквозь проникнут христианско-мифологическими сказаниями, апокрифического и неапокрифического характера; из этого источника заимствовано многое в содержании и мотивах. Новые заимствования отодвинули на второй план древний материал, и былины можно разделить поэтому на три разряда:
1. на песни с очевидно заимствованным библейским содержанием;
2. на песни с заимствованным первоначально содержанием, которое, однако, обработано более самостоятельно
3. на песни вполне народные, но заключающие в себе эпизоды, обращения, фразы, имена, заимствованные из христианского мира.

Орест Миллер не совсем с этим согласен, доказывая, что христианский элемент в былине касается только внешности. Вообще, однако, можно согласиться с Майковым, что былины подвергались постоянной переработке, соответственно новым обстоятельствам, а также влиянию личных взглядов певца.
То же самое говорит Веселовский, утверждающий, что былины представляются материалом, подвергавшимся не только историческому и бытовому применению, но и всем случайностям устного пересказа («Южнорусские былины»).
Вольнер в былине о Сухмане усматривает даже влияние новейшей сентиментальной литературы XVIII в., а Веселовский о былине «Как перевелись богатыри на Руси» говорит вот что: «Две половины былины связаны общим местом весьма подозрительного характера, показывающим, как будто, что внешней стороны былины коснулась эстетически исправляющая рука». Наконец, в содержании отдельных былин нетрудно заметить разновременные наслоения (тип Алёши Поповича), смешение нескольких первоначально самостоятельных былин в одну (Вольга Святославич или Волх Всеславич), то есть объединение двух сюжетов, заимствования одной былины у другой (по Вольнеру, начало былин о Добрыне взято из былин о Вольге, а конец из былин о Иване Годиновиче), наращения (былина о Соловье Будимировиче у Кирши), большая или меньшая порча былины (рыбниковская распространённая былина о Берином сыне, по Веселовскому) и т. п.
Остаётся ещё сказать об одной стороне былин, а именно об их теперешней эпизодичности, отрывочности. Об этом обстоятельнее других говорит Орест Миллер, который считал, что первоначально былины составляли целый ряд самостоятельных песен, но со временем народные певцы стали сцеплять эти песни в большие циклы: происходил, словом, тот же процесс, который в Греции, Индии, Иране и Германии привёл к созданию цельных эпопей, для которых отдельные народные песни служили только материалом. Миллер признает существование объединённого, цельного Владимирова круга, державшегося в памяти певцов, в своё время образовавших, по всей вероятности, тесно сплочённые братчины. Теперь таких братчин нет, певцы разъединены, а при отсутствии взаимности никто между ними не оказывается способным хранить в своей памяти все без исключения звенья эпической цепи. Все это очень сомнительно и не основано на исторических данных; благодаря тщательному анализу, можно только допустить, вместе с Веселовским, что «некоторые былины, например Гильфердинга 27 и 127, являются, во-первых, продуктом выделения былин из киевской связи и вторичной попытки привести их в эту связь после развития на стороне» («Южнорусские былины»).

## Музыкально-поэтическая композиция былин

### Стихосложение
Этномузыкологи и филологи по-разному описывают феномен былинного стихосложения. М. Л. Гаспаров определяет историко-типологическую разновидность «русского эпического былинного стиха», называя её одной из древнейших форм русского стихосложения. По его мнению, былинный стих развился из общеславянского силлабического 10-сложника в тонический 3-иктовый тактовик — с 3 сильными местами в стихе, с интервалами между ними в 1—3 слога, с (обычно) 2-сложной анакрусой и дактилическим или женским окончанием. Рифмы в нём отсутствуют. Этномузыкологи стих былин определяют как тонический, в котором сильные позиции (акценты) приходятся на третий слог от начала и третий от конца, а число слогов может быть подвижно. Стих существует исключительно в звучании, приобретает структурные характеристики только в процессе интонирования, подчиняясь напеву.

### Строение напева
Напевы большинства сказительных микро-традиций Русского Севера не случайно соответствуют стиху. Сказители распетый стих отождествляли слову. Иктовое время клаузулы выделяется долготой и внутрислоговым распевом в мезенской и кулойской традиции. Архитектоника эпического напева может строиться путем ритмического торможения в зоне клаузулы, что может быть связано со сменой ямбо-хореического типа ритмики на пиррихический.

### Форма
Подавляющее большинство севернорусских былин в однострочной форме. В Заонежье известны и тирадные композиции, в которых выделяется начальный и конечный ритмоинтонационный период, а общее число построений не регламентируется. Смысловая группировка стихов в тираде определяется мерой дыхания и исполнительской волей сказителя.

### Сборники
Главные сборники былин:
- Кирши Данилова, «Древние русские стихотворения» (изданы в 1804, 1818 и 1878);
- Киреевского, Х выпусков, изданы в Москве 1860 г. и сл.; Рыбникова, четыре части (1861—1867);
- Гильфердинг А.Ф. «Онежские былины, записанные Александром Федоровичем Гильфердингом летом 1871 года». — СПб.: Тип. Императорской Академии Наук, 1873. — 732 с.
- Авенариус В.П. Книга о киевских богатырях. Свод 24 избранных былин древнекиевского эпоса. — СПб.: Тип. М. Стасюлевича, 1876. — 357 с.
- Халанского (1885).
- Полный свод киевских былин, в литературной обработке А. Лельчука. Былины выстроены хронологически и по смыслу в цельную героическую повесть. Язык современный, но максимально сохранён ритм и стиль оригинала. Персонажи и сюжеты отсортированы, убраны дубли и повторения. Составлена условная карта Былинной Руси.

Кроме того, варианты былин встречаются:
- у Шейна в сборниках великорусских песен («Чтения Московского Общества Истории и Древностей» 1876 и 1877 и отд.);
- Костомарова и Мордовцевой (в IV части «Летописи древней русской литературы Н. С. Тихонравова»);
- былины, печатанные Е. В. Барсовым в «Олонецких Губернских Ведомостях» после Рыбникова,
- и наконец у Ефименко в 5 кн. «Трудов Этнографического отдела Московского Общества любителей естествознания», 1878.

### Издания
- Былины: Сборник / Б. Н. Путилова. — 3-е. — Л.: Советский писатель, 1986. — 552 с. — (Библиотека поэта. Большая серия).

### Исследования
- Аксаков, К. С. Богатыри времён великого князя Владимира по русским песням // Русская беседа. — Науки, 1856. — Т. 4. — С. 1—67.
- Азбелев С. Н. Полное собрание русских былин: проект проспекта и основных правил подготовки издания // Русский фольклор: Материалы и исследования. Т. 17: Проблемы «Свода русского фольклора» / Отв. ред. А. А. Горелов; АН СССР. Ин-т русской лит-ры (Пушкинский Дом). — Л.: Наука. Ленингр. отд-ние, 1977. — С. 11—23. — 208 с. — 3150 экз.
- Азбелев С. Н. Историзм былин и специфика фольклора / АН СССР. Институт русской литературы (Пушкинский Дом); Ред.: Н. И. Кравцов(†), Ф. Я. Прийма (отв. ред.); Рец.: М. М. Плисецкий, Ф. М. Селиванов. — Л.: Наука. Ленингр. отд-ние, 1982. — 328 с. — 9700 экз.
- Буслаев Ф. И. Русский богатырский эпос IV—VII вв // Русский Вестник. — 1862. — Сентябрь (т. 41). — С. 450.
- Веселовский А. Н.  // Archiv für Slav. Phil.. — Т. III, VI, IX.
  - Веселовский А. Н.  // Журнал Министерства народного просвещения. — 1885 (декабрь), 1886 (декабрь), 1888 (май), 1889 (май). — Т. III, VI, IX. и отдельно «Южнорусские былины» (часть I и II, 1884)
- Григорьев А. Д. Архангельские былины и исторические песни. — СПб., Прага, 1904, 1910, 1939. — Т. 1, 3; 2.
- Жданов И. Н. К литературной истории русской былевой поэзии. — Киев, 1881.
- Захарова О. В. Былина в русском тезаурусе: история слова, термина, категории // Знание. Понимание. Умение. — 2014. — № 4 (архивировано в WebCite). — С. 268—275.
- Майков Л. Н. О былинах Владимирова цикла. — СПб.: типография Департамента внешней торговли, 1863. — С. 139.
- Миллер О. Ф. Опыт исторического обозрения русской народной словесности. — СПб., 1865.
  - Миллер О. Ф. Илья Муромец и богатырство киевское. — СПб., 1869.
  - критика Буслаева в «XIV присуждении Уваровских наград» и «Журнале Министерства Народного Просвещения», 1871.
- Квашнин-Самарин Н. Д. О русских былинах в историко-географическом отношении // Беседа. — 1872.
  - Квашнин-Самарин Н. Д. Новые источники для изучения русского эпоса // Русский Вестник. — 1874.
- Селиванов Ф. М. Поэтика былин в историко-филологическом освещении: композиция, художественный мир, особенности языка / Ред. колл.: Е.А. Гулыга, В.А. Ковпик, А.В. Кулагина (отв. ред.). — М.: Кругъ, 2009. — 312, [2] с. — 800 экз. — ISBN 978-5-7396-0140-7. Архивировано 17 декабря 2014 года. (в пер.)
- Стасов В. В. Происхождение русских былин // Вестник Европы. — 1868. (причём ср. критику Гильфердинга, Буслаева, В. Миллера в «Беседах Общества любителей российской словесности», кн. 3; Веселовского, Котляревского и Розова в «Трудах Киевской духовной академии», 1871 г.; наконец, ответ Стасова: «Критика моих критиков»)
- Ухов П. Д. Типические места (loci communes) как средство паспортизации былин // Русский фольклор. Материалы и исследования. — М.; Л., 1957. — Вып. II. — С. 129—154.
- Ухов П. Д. Атрибуции русских былин / Под ред. проф. П. Г. Богатырева и Ф. М. Селиванова. — М.: Изд-во МГУ, 1970. — 192 с. — 3000 экз. (в пер.)
- Фроянов И. Я., Юдин Ю. И. Былинная история: (Работы разных лет) / Под ред. чл.-корр. РАН К. В. Чистова. — СПб.: Изд-во СПбГУ, 1997. — 592 с. — 3000 экз. — ISBN 5-288-01961-4. (в пер.)
- Даниленко В. П. Картина мира в былинах русского народа. СПб.: Алетейя, 2018. — 302 с.
- Халанский М. Г. Великорусские былины Киевского цикла. — Варшава: тип. М. Зенкевича, 1885. — 235 с.
- Carrière, Moriz. Die Kunst im Zusammenhange der Culturentwickelung und die Ideale der Menschheit (нем.)  / перев. Е. Корш.
- Wilhelm Wollner. Untersuchungen über die Volksepik der Grossrussen / W. Engelmann. — Leipzig, 1879. — 147 с.